# Харацинообразные
Харацинообразные, или хараксообразные (лат. Characiformes), — отряд пресноводных лучепёрых рыб. Характерная черта — наличие жирового плавника, который также характерен для отрядов сомообразных и лососеобразных. В основном — некрупные стайные пресноводные рыбы.
Длина тела харацинообразных составляет от 12 мм у Microcharacidium weitzmani из Южной Америки до 1,33 м у большой тигровой рыбы (Hydrocynus goliath) из Африки. В Америке самым крупным представителем отряда является Hydrolycus scomberoides, вырастающий до 117 см.
Ареал отряда включает Северную (6 видов из 3 родов), Центральную (67 видов) и Южную Америку (1855 видов) и экваториальную Африку (235 видов).
Одни из наиболее известных представителей отряда — пираньи. Крупнейший представитель — тоже хищник — большая тигровая рыба, достигает в длину 133 см. Менее известны «летающие» рыбы — клинобрюшки.
Ископаемые харацинообразные известны с конца юрского периода.
Представители наиболее богатого видами семейства — харациновых — широко распространены среди аквариумистов.

## Классификация
В отряде харацинообразных выделяют 2 подотряда с 19 современными и 1 ископаемым семействами, 284 современными и 5 ископаемыми родами и 2143 видами:
- † Paleohoplias (Южная Америка)
- † Tiupampichthys  (Южная Америка)
- † Sorbinicharacidae (поздний меловой период, Европа)
- Подотряд Citharinoidei — Цитариновидные

- † Eocitharinus (Африка)
- Distichodontidae — Дистиходонтовые (17 родов с около 101 видом, Африка)
- Citharinidae — Цитариновые (3 рода с 8 видами, Африка)

- Подотряд Characoidei — Хараксовидные
  - Надсемейство Crenuchoidea — Кренучеподобные
    - Crenuchidae — Кренучевые, или кренуховые (12 родов с 85 видами, Южная Америка)

  - Надсемейство Alestioidea — Алестоподобные
    - † Mahengecharax (Африка)
    - Alestidae — Алестовые, или африканские тетры (19 родов с примерно 118 видами, Африка)
    - Hepsetidae — Гепсетовые (1 род с 5 видами, Африка)

  - Надсемейство Erythrinoidea — Эритриноподобные (Центральная и Южная Америка)
    - Erythrinidae — Эритриновые (3 рода с 16 видами)
    - Parodontidae — Пародонтовые (3 рода с 32 видами)
    - Cynodontidae — Цинодонтовые (3 рода с 8 видами)
    - Serrasalmidae — Пираньевые (16 родов с около 92 видами)
    - Hemiodontidae — Полузубковые, или гемиодонтовые (2 подсемейства, 5 родов с 31 видом)
    - Anostomidae — Малоротовые, или аностомовые (14 родов с 155 видами)
    - Chilodontidae — Хилодонтовые (2 рода с 8 видами)
    - Curimatidae — Куриматовые (8 родов с 103 видами)
    - Prochilodontidae — Прохилодонтовые (3 рода с 21 видом)

  - Надсемейство Characoidea — Хараксоподобные
    - Lebiasinidae — Лебиасиновые (2 подсемейства, 7 родов с 77 видами, Центральная и Южная Америка)
    - Ctenoluciidae — Гребнещуковые (2 рода с 7 видами, юг Центральной и Южная Америка)
    - Acestrorhynchidae — Ацестроринховые (3 подсемейства, 7 родов с 26 видами, Южная Америка)
    - Characidae — Харациновые, или хараксовые (13 подсемейств, 112 родов с 1116 видами, юг Северной, Центральная и Южная Америка)
    - Gasteropelecidae — Клинобрюшковые, или клинобрюхие (3 рода с 9 видами, юг Центральной и Южная Америка)

Учёные ежегодно находят и описывают новые виды харацинообразных рыб. Так, с 2000 года ихтиологами было открыто 511 ранее не известных науке видов этого отряда. Из них 154 вида были описаны после 2010 года. В основном это мелкие виды, живущие в водоёмах отдалённых регионов Южной Америки, хотя несколько новых видов было обнаружено и в Африке.